# العلاقات الإسرائيلية المولدوفية
العلاقات الإسرائيلية المولدوفية هي العلاقات الثنائية التي تجمع بين إسرائيل ومولدوفا.

## مقارنة بين البلدين
هذه مقارنة عامة ومرجعية للدولتين:
| وجه المقارنة                                              | إسرائيل                                                             | مولدوفا                           |
| --------------------------------------------------------- | ------------------------------------------------------------------- | --------------------------------- |
| المساحة (كم2)                                             | 20.77 ألف                                                           | 33.85 ألف                         |
| عدد السكان (نسمة)                                         | 8.89 مليون                                                          | 2.55 مليون                        |
| الكثافة السكانية (ن./كم²)                                 | 428.02                                                              | 75.33                             |
| العاصمة                                                   | القدس                                                               | كيشيناو                           |
| اللغة الرسمية                                             | اللغة العبرية، اللغة العربية                                        | اللغة المولدوفية، اللغة الرومانية |
| العملة                                                    | شيكل إسرائيلي جديد، شيكل إسرائيلي قديم، جنيه فلسطيني، جنيه إسرائيلي | ليو مولدوفي                       |
| الناتج المحلي الإجمالي (بليون دولار)                      | 350.85 مليار                                                        | 8.13 مليار                        |
| الناتج المحلي الإجمالي (تعادل القوة الشرائية) بليون دولار | 306.51 مليار                                                        | 17.94 مليار                       |
| الناتج المحلي الإجمالي الاسمي للفرد دولار أمريكي          | 35.73 ألف                                                           | 3.65 ألف                          |
| الناتج المحلي الإجمالي للفرد دولار أمريكي                 | 36.58 ألف                                                           | 4.98 ألف                          |
| مؤشر التنمية البشرية                                      | 0.899                                                               | 0.693                             |
| رمز المكالمات الدولي                                      | +972                                                                | +373                              |
| رمز الإنترنت                                              | .il                                                                 | .md                               |
| المنطقة الزمنية                                           | توقيت إسرائيل، Israel Summer Time ‏                                  | ت ع م+02:00، ت ع م+03:00          |

## مدن متوأمة
في ما يلي قائمة باتفاقيات التوأمة بين مدن إسرائيلية ومولدوفية:
- ترتبط أور عقيفا مع هينسشتي باتفاقية توأمة.
- ترتبط أسدود مع كيشيناو باتفاقية توأمة منذ 13 سبتمبر 2011.[16][16][17][18]
- ترتبط تل أبيب مع كيشيناو باتفاقية توأمة منذ 1980.[19][19][19][19]

## منظمات دولية مشتركة
يشترك البلدان في عضوية مجموعة من المنظمات الدولية، منها:
| علم المنظمة | اسم المنظمة                               | تاريخ انضمام إسرائيل | تاريخ انضمام مولدوفا |
| ----------- | ----------------------------------------- | -------------------- | -------------------- |
|             | مؤسسة التنمية الدولية                     | 22 ديسمبر 1960       | 14 يونيو 1994        |
|             | الأمم المتحدة                             | 11 مايو 1949         | 2 مارس 1992          |
|             | منظمة التجارة العالمية                    | 21 أبريل 1995        | ?                    |
|             | منظمة الشرطة الجنائية الدولية             | ?                    | ?                    |
|             | المركز الدولي لتسوية المنازعات الاستشارية | 22 يوليو 1983        | 4 يونيو 2011         |
|             | الاتحاد الدولي للاتصالات                  | 24 يونيو 1948        | 20 أكتوبر 1992       |
|             | الفريق المعني برصد الأرض                  | ?                    | ?                    |
|             | البنك الدولي للإنشاء والتعمير             | 12 يوليو 1954        | 12 أغسطس 1992        |
|             | الاتحاد البريدي العالمي                   | ?                    | ?                    |
|             | مؤسسة التمويل الدولية                     | 26 سبتمبر 1956       | 10 مارس 1995         |
|             | وكالة ضمان الاستثمار متعدد الأطراف        | 21 مايو 1992         | 9 يونيو 1993         |
|             | يونسكو                                    | 16 سبتمبر 1949       | 27 مايو 1992         |

## أعلام
هذه قائمة لبعض الشخصيات التي تربطها علاقات بالبلدين:
- اسحق شوم (لاعب كرة قدم إسرائيلي، 1 سبتمبر 1948 – )

## وصلات خارجية
- موقع وزارة الخارجية الإسرائيلية
- موقع وزارة الخارجية المولدوفية